# Clavatula strebeli
Clavatula strebeli é uma espécie de gastrópode do gênero Clavatula, pertencente a família Clavatulidae.